# Bud Dupree
(en) Statistiques sur pro-football-reference
Alvin "Bud" Dupree Jr., né le 12 février 1993 à Macon en Géorgie, est un sportif professionnel américain de football américain évoluant au poste de linebacker  dans la National Football League (NFL).
Il joue depuis 2024 pour la franchise des Chargers de Los Angeles après avoir été membre des Steelers de Pittsburgh (2015-2020), des Titans du Tennessee (2021-2022) et des Falcons d'Atlanta en 2023.
Au niveau universitaire, il a joué pour les Wildcatsde l'université du Kentucky dans la NCAA Division I FBS pendant quatre saisons (2011-2014) avant d'être sélectionné lors du premier tour de la draft 2015 de la NFL par les Steelers.

## Biographie

### Jeunesse
Dupree étudie au collège Wilkinson County High School (en) à Irwinton en Géorgie. Il y joue au basket-ball et au football américain où il occupe les postes de defensive end (titulaire lors de 3e saison) et de tight end (titulaire lors de sa 4e saison). Lors de sa dernière année, il gagne plus de 1 000 yards et inscrits 10 touchdowns en réceptions en attaque. En défense, il effectue 62 tacles et 10 sacks. Il est sélectionné dans l'équipe type de l'État par  l'association des rédacteurs sportifs de la Géorgie et par l'Atlanta Journal Constitution. En fin de carrière lycéenne, Dupree est considéré comme une recrue trois étoiles par le site Rivals.com.

### Carrière universitaire
Dupree intègre l'université du Kentucky où il joue pendant quatre saisons pour son équipe des Wildcats dans la NCAA Division I Football Bowl Subdivision (FBS). Il ne participe à aucun bowl, les Wildcats terminant chaque saison avec un bilan négatif.
Il est désigné capitaine de son équipe lors de la saison 2014,,. En 2014, il totalise 74 tacles dont 12½ pour pertes adverses et huit sacks. Il est titulaire des douze matchs joués et réussit sa seule interception universitaire qu'il retourne en touchdown, lequel permet au Wildcats de remporter 45 à 38 le match joué contre les Gamecocks de la Caroline du Sud,.
Le samedi 9 mai 2015, Dupree reçoit de l'Université du Kentucky son diplôme en développement communautaire et en leadership.

### Carrière professionnelle

#### La draft
À la sortie de l'université, Dupree est estimé être un premier choix de draft par la majorité des analystes de la NFL. Il reçoit une invitation au NFL Scouting Combine et y effectue la majorité des exercices. Il ne peut exécuter l'exercice du banc en raison d'une blessure au pectoral et choisi également de ne pas effectuer le short shuttle et le three-cone drill après avoir subi une blessure à l'aine. Le 12 mars 2015, il participe à la journée professionnelle (pro day) des Wildcats du Kentucky et y performe très bien dans les exercices de position, du sprint court (short shuttle) et  du 3 cone drills en présence de scouts et de 26 représentants d'équipes de la NFL dont entre autres Mike Zimmer (entraîneur principal des Vikings), Marvin Lewis (entraîneur principal des Bengals) et Mike Tomlin (entraîneur principal des Steelers). Il reçoit des critiques positives pour ses qualités athlétiques, son explosivité, sa puissance, sa force et son caractère exceptionnel ainsi que sa capacité à jouer en couverture de zone. Il est classé meilleur defensive end parmi 148 candidats par NFLDraftScout.com, quatrième meilleur linebacker extérieur par Sports Illustrated, cinquième meilleur edge rusher par l'analyste de la NFL Charles Davis, deuxième meilleur edge rusher par l'analyste de la NFL Mike Mayock (en),,,.
Dupree est sélectionné en 22e choix global lors du premier tour de la draft 2015 de la NFL par la franchise des Steelers de Pittsburgh. Il est le deuxième linebacker a y être sélectionné après Vic Beasley choisi en 8e choix. Il est le premier joueur de l'université du Kentucky à avoir été choisi lors du premier tour d'une draft depuis le defensive tackle Dewayne Robertson (en), choisi en 2003 et en 4e choix par les Jets.

#### Steelers de Pittsburgh
Le 15 mai 2015, Dupree signe avec les Steelers son contrat rookie d'une durée de quatre ans et d'un montant de 9,22 millions de $ incluant 8,63 millions garantis et une prime à la signature de 4,97 millions,.
Il est désigné remplaçant du vétéran Arthur Moats au poste d'outside linebacker et participe à son premier match professionnel contre les Patriots en 1re semaine. Malgré la défaite 21 à 28, il réussit deux tacles en solo et un sack sur le quarterback Tom Brady. Il effectue son meilleur total de tacles (4) de la saison la semaine suivante lors de la victoire 43 à 18 contre les 49ers. Le 29 novembre 2015 contre les Seahawks, il est désigné titulaire pour la première fois de sa carrière NFL et réussit un tacle en solo. Il termine son année rookie avec 26 tacles, quatre sacks, une passe déviée au cours de seize matchs joués dont cinq en tant que titulaire.
Dupree est désigné titulaire au poste d'outside linebacker gauche devant Moats en début de saison 2016. Le 4 septembre 2016, il est placé sur la liste des réservistes blessés à la suite d'une blessure à l'aine. Il est réactivé le 19 novembre, avant le match de la 11e semaine. Il participe à son premier match de la saison le 24 novembre et y totalise deux tacles en solo lors de la victoire 28 à 7 contre les Colts. Il commence son premier match de la saison en tant que titulaire le 11 décembre et y enregistre cinq tacles en solo et deux sacks et demi sur le quarterback Tyrod Taylor lors de la victoire 27 à 20 sur les Bills.
L'entraîneur principal Mike Tomlin désigne Dupree en tant que titulaire pour le poste d'outside linebacker gauche avant le début de la saison 2017, T. J. Watt étant placé à droite. Dupree, à la suite d'une blessure à l'épaule, ne sait disputer le premier match de la saison. Il joue le 17 septembre et réussit deux tacles, une passe défendue et un sack que le quarterback Case Keenum lors de la victoire 26 à 9 contre les Vikings. Il réussit quatre tacles en solo et un sack sur Joe Flacco lors de la victoire 26 à 9 en 4e semaine contre les Ravens.
Le 23 avril 2018, les Steelers activent l'option de cinquième année du contrat de Dupree pour un montant de 9,23 millions de $. Il réussit sa première interception professionnelle le 24 septembre (passe du quarterback Ryan Fitzpatrick) qu'il retourne en touchdown. Il termine sa saison 2018 avec 42 tacles, 5 ½ sacks, trois passes déviées et une interception retournée en touchdown, ce qui lui vaut une note de 60½ par Pro Football Focus.
En 4e semaine de la saison 2019 lors de la victoire 37 à 3 contre les Bengals, Dupree provoque un fumble du quarterback Andy Dalton. Contre les Colts en 9e semaine (victoire 26 à 24), il réussit deux sacks sur le quarterback Brian Hoyer ce qui lui vaut d'être désigné meilleur joueur défensif de la semaine en AFC,. En fin de saison, il totalise 68 tacles, 11 ½ sacks et quatre fumbles provoqués.
Les Steelers placent le franchise tag (en) sur Dupree le 16 mars 2020. Il signe ensuite une extension de contrat d'un an le 23 avril 2020. Il réussit son premier sack de la saison en 2e semaine sur Drew Lock lors de la victoire 26 à 21 contre les Broncos. Dupree se déchire le ligament croisé antérieur lors du match contre les Ravens en 12e semaine ce qui met fin à sa saison.

#### Titans du Tennessee
Dupree signe un contrat de cinq ans pour un montant de 82,5 millions de $ avec les Titans du Tennessee le 19 mars 2021,,.
Avant le camp d'entraînement, Dupree est placé sur la liste des personnes physiquement incapables de performer (PUP) le 24 juillet 2021. Il est activé le 9 août 2021 et s'entraîne le même jour. Il se blesse à l'abdomen au cours de la 10e semaine et est placé sur la liste des réservistes blessés le 20 novembre 2021 pour revenir au jeu le 18 décembre 2021.
Les Titans libèrent Dupree le 16 mars 2023.

#### Falcons d'Atlanta
Le 14 avril 2023, Dupree signe avec les Falcons d'Atlanta. Titulaire lors des 16 matchs de la saison, il totalise 6 ½ sacks.

#### Rams de Los Angeles
Le 11 mai 2024, Dupree signe un contrat de deux ans avec les Rams de  Los Angeles.

## Statistiques

### Universitaires
| Année       | Équipe               | Statut      | MJ |       | Plaquages | Plaquages | Plaquages | Plaquages |       | Interceptions | Interceptions | Interceptions | Interceptions |  | Fumbles | Fumbles |
| Année       | Équipe               | Statut      | MJ | Total | Seul      | Ast.      | Sacks     | Nb.       | Yards | Déf.          | TD            | Nb.           | Rec.          |  |         |         |
| 2011        | Wildcats du Kentucky | Fr.         | 12 | 21    | 12        | 09        | 2,5       | 0         | 0     | 2             | 0             | 0             | 1             |  |         |         |
| 2012        | Wildcats du Kentucky | So.         | 12 | 91    | 54        | 37        | 6,5       | 0         | 0     | 1             | 0             | 0             | 0             |  |         |         |
| 2013        | Wildcats du Kentucky | Jr.         | 11 | 61    | 34        | 25        | 7,0       | 0         | 0     | 1             | 0             | 2             | 0             |  |         |         |
| 2014        | Wildcats du Kentucky | Sr.         | 12 | 74    | 46        | 28        | 9,5       | 1         | 6     | 1             | 1             | 3             | 0             |  |         |         |
| Totaux NCAA | Totaux NCAA          | Totaux NCAA | 47 | 247   | 146       | 101       | 25,5      | 1         | 6     | 5             | 1             | 5             | 1             |  |         |         |

### NFL Scouting Combine
| Taille             | Poids           | Bras            | Main           | Sprint   | Sprint   | Sprint   | Shuttle 20 yards | 3 cones drill | Détente        | Détente             | Développé couché | Test Wonderlic |
| Taille             | Poids           | Bras            | Main           | 40 yards | 10 yards | 20 yards | Shuttle 20 yards | 3 cones drill | verticale      | horizontale         | Développé couché | Test Wonderlic |
| 1,93 m (6 ft 4 in) | 122 kg (269 lb) | 83 cm (32 ⅝ in) | 25 cm (9 ¾ in) | 4,56 s   | 1,60 s   | 2,65 s   | 4,48 s           | 7,52 s        | 107 cm (42 in) | 3,51 m (11 ft 6 in) | -                | -              |

### Professionnelles
| Année      | Équipe                 | MJ  |                 | Plaquages       | Plaquages       | Plaquages       | Plaquages       |                 | Interceptions   | Interceptions   | Interceptions | Interceptions |  | Fumbles | Fumbles |
| Année      | Équipe                 | MJ  | Total           | Seul            | Ast.            | Sacks           | Nb.             | Yards           | Déf.            | TD              | Nb.           | Rec.          |  |         |         |
| 2015       | Steelers de Pittsburgh | 16  | 26              | 17              | 09              | 04,0            | 0               | 0               | 1               | 0               | 0             | 0             |  |         |         |
| 2016       | Steelers de Pittsburgh | 07  | 24              | 19              | 05              | 04,5            | 0               | 0               | 1               | 0               | 1             | 0             |  |         |         |
| 2017       | Steelers de Pittsburgh | 15  | 40              | 31              | 09              | 06,0            | 0               | 0               | 1               | 0               | 0             | 1             |  |         |         |
| 2018       | Steelers de Pittsburgh | 16  | 42              | 30              | 12              | 05,5            | 1               | 10              | 3               | 1               | 1             | 0             |  |         |         |
| 2019       | Steelers de Pittsburgh | 16  | 68              | 49              | 19              | 11,5            | 0               | 0               | 3               | 0               | 4             | 1             |  |         |         |
| 2020       | Steelers de Pittsburgh | 11  | 31              | 23              | 08              | 08,0            | 0               | 0               | 2               | 0               | 2             | 0             |  |         |         |
| 2021       | Titans du Tennessee    | 11  | 17              | 13              | 04              | 03,0            | 0               | 0               | 1               | 0               | 1             | 0             |  |         |         |
| 2022       | Titans du Tennessee    | 11  | 18              | 14              | 04              | 04,0            | 0               | 0               | 0               | 0               | 1             | 2             |  |         |         |
| 2023       | Falcons d'Atlanta      | 16  | 39              | 17              | 22              | 06,5            | 0               | 0               | 3               | 0               | 2             | 0             |  |         |         |
| 2024       | Rams de Los Angeles    | ?   | Saison en cours | Saison en cours | Saison en cours | Saison en cours | Saison en cours | Saison en cours | Saison en cours | Saison en cours | ?             | ?             |  |         |         |
| Totaux NFL | Totaux NFL             | 119 | 305             | 213             | 92              | 53,0            | 1               | 10              | 15              | 1               | 12            | 4             |  |         |         |

| Année      | Équipe                 | MJ |       | Plaquages | Plaquages | Plaquages | Plaquages |       | Interceptions | Interceptions | Interceptions | Interceptions |  | Fumbles | Fumbles |
| Année      | Équipe                 | MJ | Total | Seul      | Ast.      | Sacks     | Nb.       | Yards | Déf.          | TD            | Nb.           | Rec.          |  |         |         |
| 2015       | Steelers de Pittsburgh | 2  | 06    | 04        | 2         | 0,0       | 0         | 0     | 0             | 0             | 0             | 0             |  |         |         |
| 2016       | Steelers de Pittsburgh | 3  | 15    | 10        | 5         | 0,5       | 0         | 0     | 1             | 0             | 0             | 0             |  |         |         |
| 2017       | Steelers de Pittsburgh | 1  | 04    | 03        | 1         | 0,0       | 0         | 0     | 0             | 0             | 0             | 0             |  |         |         |
| 2021       | Titans du Tennessee    | 1  | 02    | 02        | 0         | 1,0       | 0         | 0     | 0             | 0             | 0             | 0             |  |         |         |
| Totaux NFL | Totaux NFL             | 7  | 27    | 19        | 8         | 1,5       | 0         | 0     | 1             | 0             | 0             | 0             |  |         |         |

## Vie privée
Dupree a grandi à Toomsboro, en Géorgie. Ses parents sont Alvin Dupree Sr. et Sophia Stephens. Il est également passionné par les chiens. Le surnom « Bud » lui a été donné par sa marraine. Elle a dit que pendant que sa mère était enceinte de lui, elle avait rêvé que des gens l'appelaient « Bud » et qu'il jouait au football américain.
Aux premières heures du 18 février 2022, Dupree s'est rendu à la police après y avoir été cité pour un délit de coups et blessures à la suite d'une attaque contre un employé d'un Walgreens de Nashville après un match contre les Dolphins de Miami. Avant de fuir les lieux, Dupree a attrapé l'employé et a ensuite tenté de prendre son téléphone. Apparemment, Dupree avait été « chahuté et menacé » avant que l'incident ne se produise. Une audience au tribunal a été fixée à une date ultérieure.

## Identité visuelle

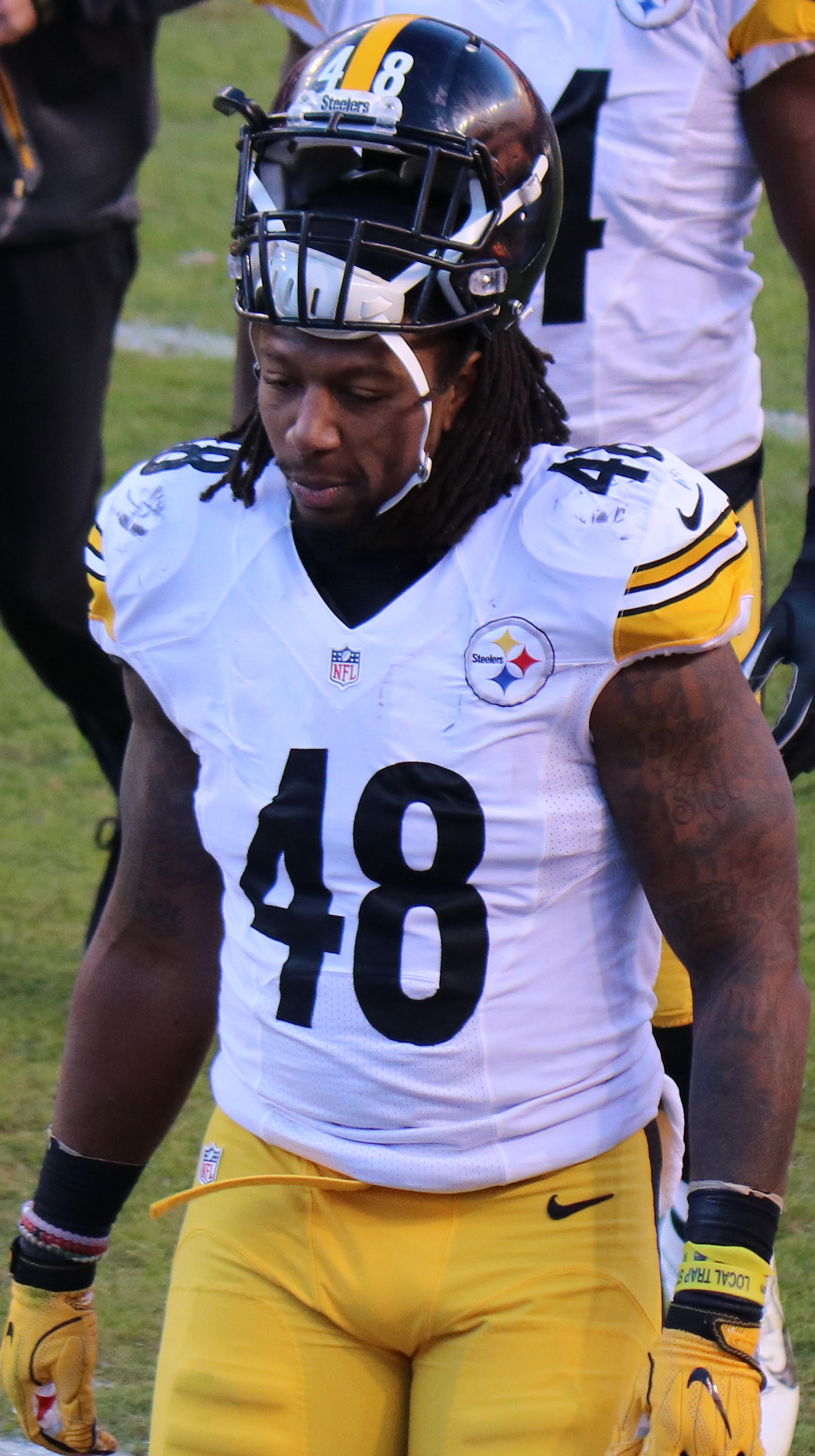
En 2015, chez les Steelers.
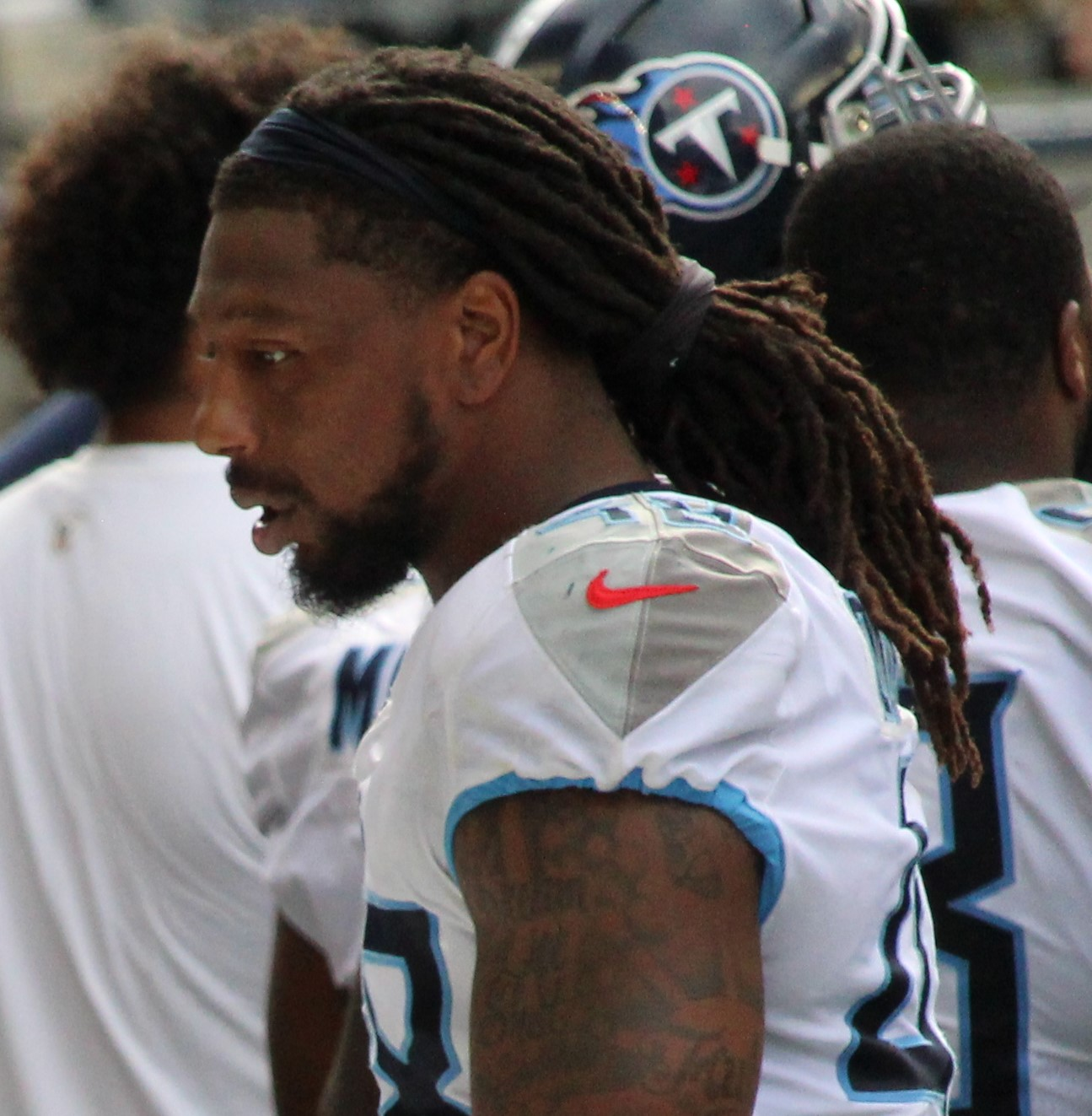
En 2021, chez les Titans.